# Église Notre-Dame-de-l'Assomption d'Ercé
L'église Notre-Dame-de-l'Assomption d'Ercé, localement appelée église Notre-Dame-de-la-Mourède est une église principalement du XVIIIe siècle située sur la commune d'Ercé, dans le département de l'Ariège, en France.

## Description
C'est une église baroque avec cimetière attenant. La façade principale est bordée de contreforts d'angle orientés à 45°. Le clocher carré, qui daterait pour partie du XIVe siècle, est accolé latéralement à l'église.

## Localisation
Desservie par la RD 132, Elle se trouve à 629 m d'altitude, au centre du village.

## Historique
L'église a été édifiée en partie sur l'emplacement d'une chapelle romane dont quelques traces apparaissent sur la façade postérieure, mais son apparence de style espagnol est du XVIIIe siècle.
Rénovée à l'intérieur dans les années 2000, l'église a fait l'objet de rénovations extérieures en 2013-2014.
Elle fait l'objet d'une inscription au titre des monuments historiques par arrêté du 11 septembre 1964.

## Mobilier
La base Palissy inventorie et décrit 10 objets dont quatre tableaux (dont L'Apparition de la Vierge aux habitants d'Ercé réalisé par André Regagnon en 1941) et deux statues.